# Gliese 514
Gliese 514 – gwiazda w gwiazdozbiorze Panny. Znajduje się w odległości 24,9 roku świetlnego od Słońca. Okrąża ją planeta pozasłoneczna.

## Charakterystyka
Jest to czerwony karzeł, gwiazda ciągu głównego o typie widmowym M1. Ma temperaturę około 3700 K i jasność równą 4,3% jasności Słońca. Jej masa jest oceniana na 51% masy Słońca, a promień jest o połowę mniejszy od słonecznego.

## Układ planetarny
Wokół gwiazdy krąży planeta GJ 514 b, wykryta dzięki pomiarowi zmian prędkości radialnej gwiazdy w 2022 roku. Obiekt ten obiega Gliese 514 w czasie 140 dni po ekscentrycznej orbicie. Z masą minimalną równą 5,2 masy Ziemi jest to superziemia lub mini-Neptun. Podczas okrążenia gwiazdy planeta spędza ok. 34% czasu w zachowawczo definiowanej ekosferze gwiazdy, ale wysoki mimośród sprawia, że przez większą część obiegu znajduje się poza nią, w obszarze temperatur nie pozwalających na przetrwanie ciekłej wody na domniemanej stałej powierzchni. W perycentrum orbity planeta GJ 514 d otrzymuje od swojej gwiazdy strumień promieniowania równy 79% docierającego do Ziemi, ale średnio jest on równy tylko 11,4%. Przy bardzo gęstej atmosferze temperatury powierzchni mogę utrzymywać się blisko średniej temperatury równowagowej równej 202 K (−71 °C). Współczynnik podobieństwa do Ziemi dla tej planety ma wartość 0,52.
| Towarzysz | Masa minimalna [M🜨] | Okres orbitalny [d] | Półoś wielka [au]  | Ekscentryczność |
| b         | 5,2 ± 0,9           | 140,43 ± 0,41       | 0,422 +0,014−0,015 | 0,45 +0,15−0,14 |